# Ryan Streeter
Ryan Streeter (26 maggio 1969) è un imprenditore, docente e scrittore statunitense.
È direttore degli studi di politica interna dell'American Enterprise Institute. Dopo aver diretto il centro culturale dell'Università del Texas ad Austin, è stato consulente politico del governatore dell'Indiana Mike Pence, direttore del sito ConservativeHomeUSA e vicepresidente di Civic Enterprises, una società avente sede a Washington.
Dopo aver conseguito un dottorato in filosofia alla Emory University, completò l'M.A. alla Northern Illinois University e il B.A. al Moody Bible Institute dell'Illinois.
Streeter si è specializzato in politiche pubbliche e iniziative incentrate sul rafforzamento delle comunità, sulla promozione della crescita e sul sostegno all'innovazione È autore di Transforming Charity: Toward a Results-Oriented Social Sector e coautore di The Soul of Civil Society, oltre ad aver firmato numerosi articoli. Il suo caso di studio per la riqualificazione urbana di Indianapolis è stato inserito nel libro dell'ex sindaco Putting Faith in Neighborhoods, ed è stato ripreso da eligion and the Public Square in the 21st Century.
In precedenza, è stato un fellow del German Marshall Fund, professore ospite dell Sagamore Institute, membro non residente dell'Istituto per lo Studio delle Religioni della Baylor University e fellow dell'Hudson Institute.
Streeter ha anche lavorato come assistente speciale del presidente George W. Bush presso il Consiglio di politica interna della Casa Bianca, direttore senior presso il Dipartimento statunitense per l'edilizia abitativa e lo sviluppo urbano con i segretari Mel Martinez e Alphonso Jackson, come partner dell'Hudson Institute, nonché come assistente speciale per la politica del sindaco di Indianapolis Stephen Goldsmith. Streeter è stato membro della Next Generation Leadershi presso la Fondazione Rockefeller.